# 柯尼希斯费尔德 (萨克森州)
柯尼希斯费尔德（德語：Königsfeld）是德国萨克森州的市镇，隶属于中萨克森县。总面积为28.42平方千米，截至2023年12月31日总人口为1,350人。